# Nikolaj Gerhard
Nikolaj Nikolajevitj Gerhard (ryska: Николай Николаевич Герард), eller Gerard, född (22 augusti g.s.) 3 september 1838 i Dziamjanki i guvernementet Mohilev i Kejsardömet Ryssland (nu Mahiljoŭs voblast i Belarus), död 9 december 1929, på Halila sanatorium i Nykyrka, Karelen i Finland (nu Poljany i Leningrad oblast i Ryssland), var en rysk ämbetsman och Finlands generalguvernör.
Gerhard blev Finlands generalguvernör efter storstrejken 1905. I ideologisk mening var han frisinnad och sökte i sin verksamhet att iaktta Finlands konstitutionella rättigheter. När reaktionen övertog rodret i S:t Petersburg i februari 1908 avlägsnades han från sin post. År 1923 erbjöd den finska regeringen honom politisk asyl.